# Dunjkovec
Dunjkovec is een plaats in de gemeente Nedelišće in de Kroatische provincie Međimurje. De plaats telt 912 inwoners (2001).